# Néstor Valdés
Néstor Valdés Moraga (23 de mayo de 1936 - 3 de febrero de 2021) fue un exfutbolista y exentrenador chileno.

## Carrera
Nacido el 23 de mayo de 1936, como futbolista, Valdés estuvo con Colo-Colo en la década de 1950, convirtiéndose en el capitán del equipo. Su carrera como jugador se detuvo debido a una grave lesión inguinal. También jugó cedido en Deportes Concepción.
A nivel internacional, formó parte de la Selección de Chile.
Se convirtió en entrenador de fútbol, comenzó su carrera con San Antonio Unido en la temporada de 1968. Emigró a Panamá y entrenó a la Selección de Panamá de 1969 a 1970, participando en el Campeonato CONCACAF de 1969. Se convirtió en uno de los cinco chilenos que han dirigido la selección de Panamá junto con Óscar Rendoll Gómez (1946–47/1951–52), Óscar Suman (1949), Hugo Tassara (1972–1973) y Renato Panay (1976–1977).
De 1971 a 1973 trabajó en Guatemala, entrenando tanto a Club Social y Deportivo Suchitepéquez como a Aurora Fútbol Club a nivel de clubes y a la selección nacional de Guatemala en el Campeonato CONCACAF de 1973. En 1974 dirigió a Alianza FC en El Salvador. El 15 de diciembre de 1977 volvió a dirigir a Guatemala en el empate 1-1 frente a Honduras.
De regreso a Chile, fue asistente de Pedro Morales en Colo-Colo en la Primera División de Chile 1979, donde se consagró campeón, y además fue el primer entrenador de Deportes Valdivia en 1983.
Tras su retiro estuvo a cargo de las academias de Colo-Colo hasta el 2002.

## Vida personal
Valdés fue distinguido como Miembro Honorario de Colo-Colo. Fue presidente de Viejos Cracks de Colo-Colo, asociación de exjugadores.

## Clubes

### Como jugador
| Club                | País  |
| ------------------- | ----- |
| Colo-Colo           | Chile |
| Deportes Concepción | Chile |

### Como asistente técnico
| Club      | País  | Año  | Asistente de  |
| --------- | ----- | ---- | ------------- |
| Colo-Colo | Chile | 1979 | Pedro Morales |

### Como entrenador
| Club               | País        | Año       |
| ------------------ | ----------- | --------- |
| San Antonio Unido  | Chile       | 1968      |
| Selección Nacional | Panamá      | 1969-1970 |
| CSD Suchitepéquez  | Guatemala   | 1971      |
| Aurora FC          | Guatemala   | 1972-1973 |
| Selección Nacional | Guatemala   | 1973      |
| Alianza FC         | El Salvador | 1974      |
| Colchagua          | Chile       | 1976      |
| Selección Nacional | Guatemala   | 1977      |
| Regional Atacama   | Chile       | 1980      |
| Deportes Valdivia  | Chile       | 1983      |